# Ordine al Merito Agricolo (Gabon)
L'Ordine al Merito Agricolo è un ordine cavalleresco del Gabon.

## Storia
L'ordine è stato fondato per premiare servizi resi all'agricoltura.

## Classi
L'Ordine dispone delle seguenti classi di benemerenza:
- Commendatore
- Ufficiale
- Cavaliere

## Insegne
- Il nastro è verde con una striscia d'oro per parte.